# Mischocarpus pentapetalus
Mischocarpus pentapetalus är en kinesträdsväxtart som först beskrevs av William Roxburgh, och fick sitt nu gällande namn av Ludwig Radlkofer. Mischocarpus pentapetalus ingår i släktet Mischocarpus och familjen kinesträdsväxter. Inga underarter finns listade i Catalogue of Life.